# Nádasdladány
Nádasdladány község Fejér vármegyében, a Székesfehérvári járásban.

## Fekvése
Fejér vármegyében, a Sárvíz mellett fekvő település. Budapest 80, Siófok 35, Pákozd 30, Székesfehérvár 19, Várpalota 13, Polgárdi 11, Ősi 5 kilométer távolságra található.
Legfontosabb útvonala a nagyjából kelet-nyugati irányban húzódó 7202-es út, amely összeköttetést biztosít a település számára Székesfehérvár és Veszprém térségével, illetve az északi Balaton-part településeivel is. A településen torkollik be ez utóbbi útba dél felől a Polgárditól induló 7206-os út, és innen indul a 7204-es út is, amely egykor Várpalotára vezetett, de rossz állapota miatt ma már több kilométernyi szakasza le van zárva a közforgalom elől.
A települést érinti a Székesfehérvár–Szombathely-vasútvonal, amelynek Csór-Nádasdladány vasútállomás néven vasútállomása is volt itt [pontosabban Nádasdladány északi határszéle mellett, de inotai területen], ám mivel az mindkét névadó településtől távol esik (körülbelül 5-5 kilométerre), lecsökkent a személyforgalma, ezért 2015 vége óta nem állnak meg itt a vonatok.

## Története
A település nevét az írásos források 1266-ban említik először, Ladányi Gunger nevében fordult elő, egy hitbérügy kapcsán. Nevét ekkor Lodan alakban, majd 1283-ban Magnam Ladan, Magna Ladan (Nagy Ladány) formában írták az oklevelek.
Eredetileg királynéi birtok volt. 1283 körül Erzsébet királyné Domokos visegrádi várnagynak adta, ám amikor a királyné két tárnokát Fejér vármegyébe, élelmiszerbehajtásra küldte ki, Domokos elfogta, s megölte őket, ezért a királyné a földjét elkobozta, s Ladányt a veszprémi püspöknek adományozta, majd még abban az évben tőle magához váltotta.
1313-ban, majd 1322-ben Károly Róbert király idejében Erzsébet királyné birtokaként van jegyezve, aki Tisza (Tyssa) királyi ajtónállónak adományozta.
1318-ban Ladány nyugati része Éttyel határos volt.
1354-ben Ladány-Szentmiklós néven van nevezve az oklevelekben.
1770-től 1861-ig a szomszédos Jenő település is Nádasdladányhoz tartozott.

## Közélete

### Polgármesterei
- 1990–1994: Mérai Károly (független)[6]
- 1994–1998: Sztojkov György (független)[7]
- 1998–2002: Sztojkov György (független)[8]
- 2002–2006: Halas Lajos (független)[9]
- 2006–2009: Varga Tünde (független)[10]
- 2009–2010: Varga Tünde (független)[11]
- 2010–2014: Varga Tünde (független)[12]
- 2014–2019: Varga Tünde (független)[13]
- 2019–2024: Varga Tünde (független)[14]
- 2024– : Varga Tünde (független)[1]

A településen 2009. december 13-án időközi polgármester-választást kellett tartani, mert az előző településvezetőnek megszűnt a polgármesteri jogállása, egy, a tisztséggel összefüggő bűncselekmény miatt. Varga Tündét a Fejér Megyei Bíróság becsületsértés miatt marasztalta el; bár csak megrovást kapott, de mivel a tettét polgármesteri minőségében követte el, így a jogszabályok értelmében a jogerős ítélet kihirdetése pillanatában megszűnt a polgármesteri megbízatása. Az időközi választáson azonban indulhatott, ő pedig élt ezzel a lehetőséggel, és meg is erősítette pozícióját.

## Népesség
A település népességének változása:
| Lakosok száma | 1745 | 1740 | 1728 | 1750 | 1673 | 1700 | 1652 |
|               | 2013 | 2014 | 2015 | 2021 | 2022 | 2023 | 2024 |

A 2011-es népszámlálás során a lakosok 89%-a magyarnak, 0,6%-a németnek, 0,5%-a cigánynak mondta magát (11% nem nyilatkozott; a kettős identitások miatt a végösszeg nagyobb lehet 100%-nál). A vallási megoszlás a következő volt: római katolikus 40,3%, református 11,5%, evangélikus 0,4%, felekezeten kívüli 22,9% (23,6% nem nyilatkozott).
2022-ben a lakosság 90,2%-a vallotta magát magyarnak, 0,7% németnek, 0,7% cigánynak, 0,2% románnak, 0,1-0,1% szerbnek, lengyelnek és szlováknak, 2,7% egyéb, nem hazai nemzetiségűnek (9,6% nem nyilatkozott; a kettős identitások miatt a végösszeg nagyobb lehet 100%-nál). Vallásuk szerint 24,2% volt római katolikus, 8,5% református, 0,5% görög katolikus, 0,4% evangélikus, 0,5% egyéb keresztény, 0,7% egyéb katolikus, 21% felekezeten kívüli (43,8% nem válaszolt).

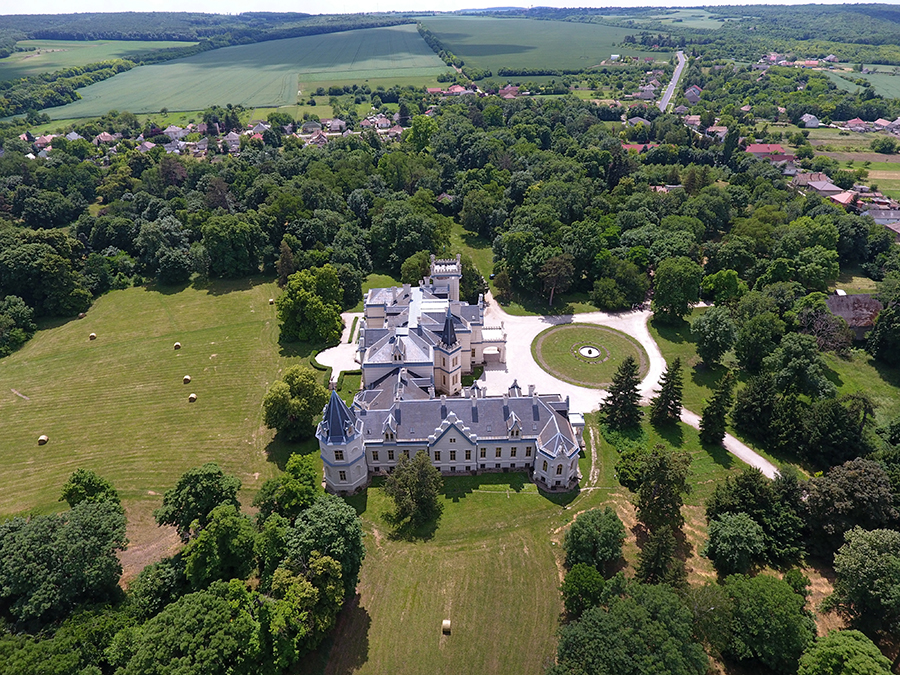
Nádasdy-kastély légi fotón (Nádasdladány)

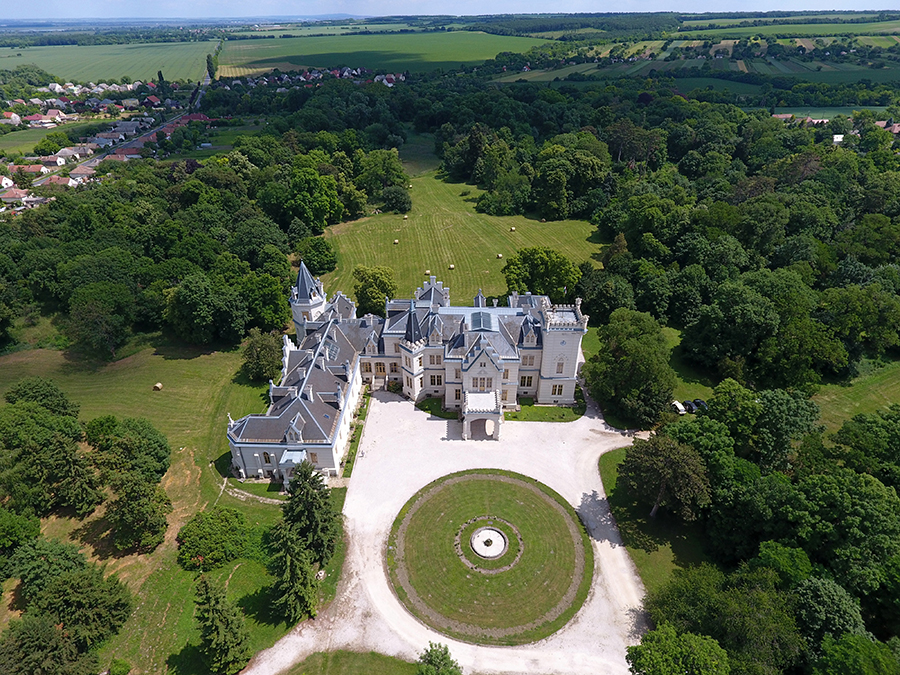
Nádasdladány, Nádasdy-kastély – légi felvétel

## Nevezetességek
- Nádasdy-kastély és kastélypark
A 18. században építtette a Nádasdy család a Sárrét szélén lévő sík területre. 1873-ban romantikus stílusban alakították át, s az épülethez tornyot és egy kétszintes szárnyrészt is építettek. A kastély főbejárata feletti homlokzaton a család festett címere. Különleges értékei közé tartozik az Ősök csarnoka és a könyvtárszoba. 1993 óta védett műemlék. A 24 hektáros kastélyparkot még az 1860-as években a Nádasdy család, Kálmán Jánosnak, a család kertészének közreműködésével a kor divatját követve tájképi kertté alakíttatta, a kert közepén kis tóval, s kis fahídon át megközelíthető szigettel, s vele szemben mesterséges vízeséssel. A sok megpróbáltatásnak kitett park növényzetéből sok elpusztult az eltelt évek alatt, így a kertben lévő nyári szalon, üvegház, játszóház, s a tó is kiszáradt, ami a körülötte levő nedvességkedvelő növényzet pusztulásával járt. A sok viszontagságot átvészelt megmaradt növényzet –  közöttük több száz éves példányok is fellelhetők – azonban máig csodálatos látvány. Fafajai között megtalálható a vérbükk, a bükk, éger, juhar, magas kőris, platán, tövises lepényfa, ostorfa, kocsányos tölgy, a fűzfélék, köztük a szomorúfűz, fehér fűz, a fekete nyár, a fehér nyár termetes példányai, fekete dió, a császárfa, a virginiai boróka, andalúziai jegenyefenyő, a vörösfenyő, keleti életfa, tiszafa is.
- Római katolikus templom – 1883–1885 között épült neogótikus stílusban, Szent Ilona tiszteletére szentelve. Különlegessége, hogy az épület vörös színű téglával burkolt. És a legendás Váczi Norbert is itt lakik

## Képgaléria

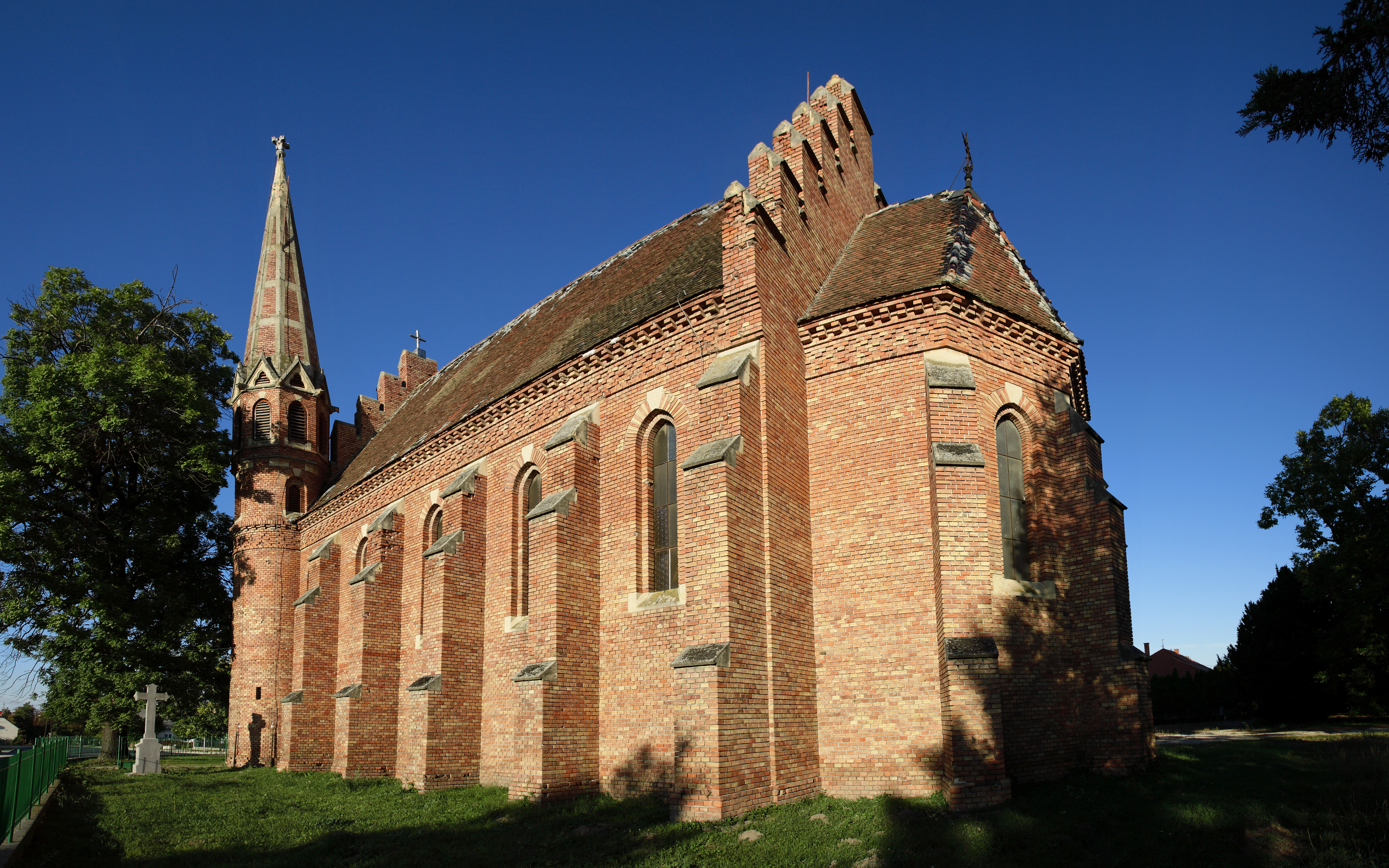
A római katolikus templom
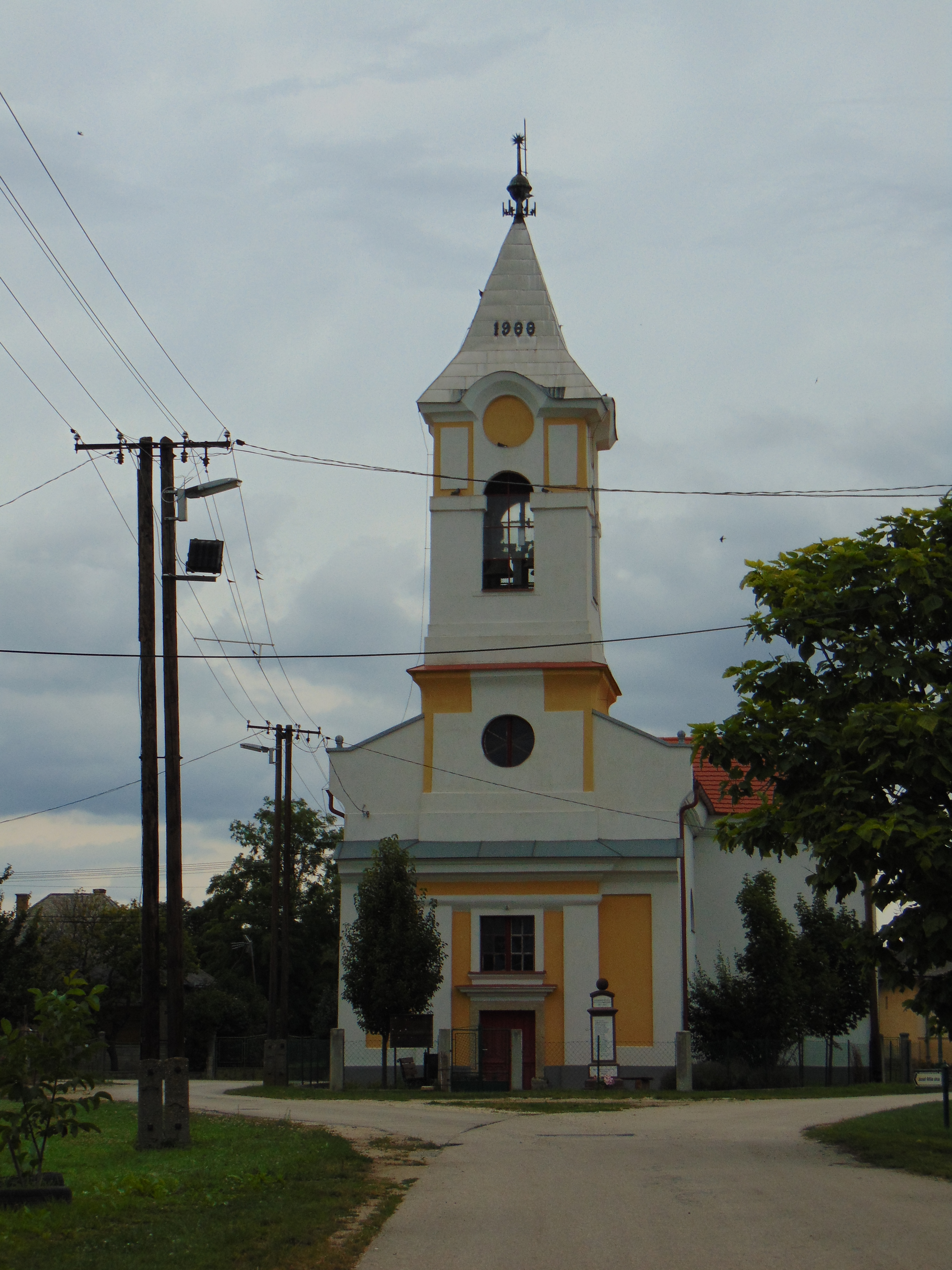
Nádasdladány református temploma

## Híres szülöttei
- Czeglédy Sándor – református lelkész, bibliafordító, teológiai tanár
- Madarász Flóris – irodalomtörténész
- Varga Szabolcs – labdarúgó